# Mario Pérez Zúñiga
Mario Pérez Zúñiga (* 17. Juni 1982 in Mexiko-Stadt) ist ein mexikanischer Fußballspieler auf der Position eines Verteidigers.

## Laufbahn
Pérez Zúñiga begann seine Profikarriere beim damals noch in der Hauptstadt beheimateten Club Necaxa, bei dem er von 2000 bis 2004 unter Vertrag stand. Für die Saison 2004/05 wechselte er zum Stadtrivalen Club América, mit dem er in der Clausura 2005 die mexikanische Fußballmeisterschaft gewann.
Anschließend kehrte Pérez zum Club Necaxa zurück, bei dem er zunächst von 2005 bis 2007 sowie später noch zwei weitere Male (2008/09 sowie von 2012 bis 2014) unter Vertrag stand. Dazwischen spielte er für die beiden in Mexikos zweitgrößtem Ballungsraum Guadalajara beheimateten Clubs Atlas (2009/10) und Estudiantes Tecos (2011/12) sowie die in der NASL spielenden Atlanta Silverbacks (2011). Seit 2014 spielt Pérez Zúñiga in der zweiten mexikanischen Liga für die Lobos de la BUAP.
Zwischen 2003 und 2006 absolvierte Pérez Zúñiga neun Länderspieleinsätze (kein Tor) für die mexikanische Fußballnationalmannschaft.

## Erfolge
- Mexikanischer Meister: Clausura 2005